# Navijači
Navijači su osobe, jedna ili više njih u skupini koje svojim navijanjem ohrabruju pojedinca, par ili skupinu ljudi u izvedbi određene psiho-fizičke aktivnosti, uz pomoć određenih sredstava ili bez njih, a u svrhu kako vlastitog tako i zadovoljstva onoga za koga navijaju.
Navijači koji imaju iste objekte navijanja često se organiziraju u skupine navijača i klubove obožavatelja (fan klubove), a sve u svrhu navijanja.

## Načini navijanja
Navijati se može na više načina, a sam način navijanja određuje i bonton događaja na kojem se navija:
1. pljeskom uz pomoć ruku (dlanovima) ili pomagala za jači pljesak
2. glasom to jest raznim povicima, pjesmama, parolama,...koje su posebno osmišljene za objekt navijanja ili je povijesnim tijekom pripala objektu navijanja.
3. navijačkim rekvizitima - razna glazbala, udaraljke, bubnjevi, transparentima.

## Svrha navijanja
Svrhu navijanja potiče sam objekt navijanja svojom izvedbom i ponašanjem pa se tako navija:
1. jer se podržava to jest moralno ojačajava objekt navijanja
2. jer se izražava svoja naklonost vjernost objektu navijanja
3. jer se želi obeshrabriti protivnika
4. radi druženja s osobama istog uvjerenja po navijanju.

## Što navijanje nije
Navijanje otkada postoji povlači za sobom kontroverze u svezi s tim što je navijanje a što nije pa su tako neke društvene norme odredile što spada u pravedno i moralno opravdano navijanje a što ne.
Navijanje nije:
1. vrijeđanje protivnika po rasnoj, vjerskoj, nacionalnoj ili nekoj drugoj diskriminirajućoj osnovi te fizičko nasilje nad istim.
2. vrijeđanje vlastitog objekta navijanja po rasnoj, vjerskoj, nacionalnoj ili nekoj drugoj diskriminirajućoj osnovi te fizičko nasilje nad istim.
3. uporaba nedopuštenih sredstava za navijanje (bengalke, topovski udar, petarde tj. pirotehnika općenito radi sigurnosti) te ometanje uz pomoć istih odvijanja događaja na kojima se navija
4. fizičko sukobljavanje sa suparničkim navijačima te vrijeđanje istih po rasnoj, vjerskoj, nacionalnoj ili nekoj drugoj diskriminirajućoj osnovi na događajima gdje se navija i van njih.
5. sukobljavanje s osobama koje su zadužene za očuvanje javnog reda i mira (pripadnicima policije, redara i osiguranja) na događajima gdje se navija.
6. sprječavanje održavanja događaja gdje se navija što na samom mjestu održavanja što van njega.
7. ometanje protivnika svog objekta navijanja van pravila koje nalaže bonton.